# Tänndalsvallen
Tänndalsvallen, alternativt Tänndalsliften, är den minsta av de sex skidanläggningar för utförsåkning som ingår i Funäsfjällen – med en 725 meter lång ankarlift och fem nedfarter. Tänndalsvallen ligger mellan skidanläggningen i Tänndalen och Funäsdalen.